# Mendrisio (huyện)
Huyện Mendrisio (tiếng Pháp: District du Mendrisio, tiếng Đức: Bezirk Mendrisio) là một huyện hành chính của Thụy Sĩ. Huyện này thuộc bang Ticino. Huyện Mendrisio có diện tích 101 km², dân số theo thống kê của cục thống kê Thụy Sĩ năm 1999 là 46284 người. Trung tâm của huyện đóng ở Mendrisio. Mã của huyện là 2106.